# جورج رينو
جورج رينو (بالفرنسية: Georges Renaud)‏ هو لاعب شطرنج فرنسي، ولد في 8 يناير 1893 في نانسي في فرنسا، وتوفي في 28 يوليو 1975 في بيلي في فرنسا.

## وصلات خارجية
- جورج رينو على موقع مباريات الشطرنج (الإنجليزية)
- جورج رينو على موقع 365Chess.com (الإنجليزية)
- جورج رينو سجل أولمبياد الشطرنج على موقع OlimpBase.org (الإنجليزية)